# Journal of Law and Economics
Pour les articles homonymes, voir JLE.
Le Journal of Law and Economics (JLE) est la première revue scientifique liant intimement analyse économique et étude de droit et de phénomènes légaux. Ayant pour but de promouvoir les études pluridisciplinaires autour de l'explication économique de règles juridiques et l'effet du droit sur les variables et comportements économiques, il a été créé en 1958 sous l'impulsion de Aaron Director, alors membre de la faculté de droit à l'université de Chicago.

## Articles publiés
- Ronald Coase, « Problem of Social Cost », n°3, 1960
- Eugene Fama et Michael Jensen, « Separation of Ownership and Control » n°26, 1983